# دوخاوس عباسية (كفشكنان)
دوخاوس عباسیة (بالفارسية: دوخاوس عباسیه) هي قرية تقع في إيران في قسم کفشکنان الريفي.